# Campionat de Catalunya de natació - 4x200 metres lliures
Els 4x200 metres lliures és una prova del Campionat de Catalunya de natació que es realitza des de l'any 1921 en categoria masculina i des de 1981 en categoria femenina, organitzada per la Federació Catalana de Natació (FCN). És una prova per equips, on quatre nedadors de cada equip han de completar un tram de 200 metres en estil lliure.
La prova dels 4x100 lliures en categoria masculina no començà fins a l'any 1964. Anteriorment els homes només disputaven els 4x200 lliures, que començaren el 1921, i que entre 1921 i 1939 van ser compaginats amb els 5x50 metres lliures. En canvi, les dones començaren a disputar els 4x50 lliures (1926-1931) i els 4x100 a partir de 1932. El relleu lliure llarg femení no començà fins al 1981.
El primer campió de la prova fou el CN Athletic, format per Rafael Domingo, Francesc Pros, Fernández i Jiménez amb un temps de 13 minuts i mig. L'any següent guanyà el CN Barcelona, format per M. Basté, J. Roig, Juli Peradejordi i Fábregas, amb 12 minuts i 40 segons. El CNB inicià una ratxa de victòries consecutives que es perllongà fins 1944. L'any 1927 Salvador Parés, Ricard Brull, Francesc Segalà i S. Borrás, del Barcelona, van baixar per primer cop dels 12 minuts, i el 1931 Joan Ricard Gámper, Sema Palatchí, Salvador Parés i Ricard Brull van aconseguir baixar dels 11 minuts. El 1946 el CN Catalunya trencà l'hegemonia del Barcelona amb un equip format per Guasch, Antoni Pons, Piqueras i Pere Casòliba. El primer en baixar dels 10 minuts fou el CN Barcelona de l'any 1952, format per Joan Lluís Abellán, Josep Bazán, Ricardo Conde i Durán. En categoria femenina el primer campió fou el CN Montjuïc de L. Morales, Rosa Lorenzo, I. Bernia i Laura Flaqué amb un temps de 9:04.72.

## Historial
| Edició                                              | Data    | Competició masculina            | Competició masculina                              | Competició masculina            | Competició femenina               | Competició femenina                               | Competició femenina               | refs.       |
| Edició                                              | Data    | Campió                          | Nedadors                                          | Temps                           | Campió                            | Nedadores                                         | Temps                             | refs.       |
| --------------------------------------------------- | ------- | ------------------------------- | ------------------------------------------------- | ------------------------------- | --------------------------------- | ------------------------------------------------- | --------------------------------- | ----------- |
| IV                                                  | 1921    | CN Athletic                     | R.Domingo, Pros, Fernández, Jiménez               | 13:30.4                         | la prova femenina començà el 1981 | la prova femenina començà el 1981                 | la prova femenina començà el 1981 | [ 2 ] [ 3 ] |
| V                                                   | 1922    | CN Barcelona                    | M.Basté, J.Roig, J.Peradejordi, Fábregas          | 12:40.2                         | la prova femenina començà el 1981 | la prova femenina començà el 1981                 | la prova femenina començà el 1981 | [ 2 ] [ 3 ] |
| VI                                                  | 1923    | CN Barcelona                    | R.Trueta, J.Roig, M.Basté, J.Peradejordi          | 12:41.6                         | la prova femenina començà el 1981 | la prova femenina començà el 1981                 | la prova femenina començà el 1981 | [ 2 ] [ 3 ] |
| VII                                                 | 1924    | CN Barcelona                    | J.A.Ferrés, R.Berdemàs, J.M.Puig, J.M.Pinillo     | 13:17.4                         | la prova femenina començà el 1981 | la prova femenina començà el 1981                 | la prova femenina començà el 1981 | [ 2 ] [ 3 ] |
| VIII                                                | 1925    | CN Barcelona A                  | J.Cruells, M.Basté, J.A.Ferrés, J.M.Pinillo       | 12:08.4                         | la prova femenina començà el 1981 | la prova femenina començà el 1981                 | la prova femenina començà el 1981 | [ 2 ] [ 3 ] |
| IX                                                  | 1926    | CN Barcelona A                  | S.Borrás, M.Majó, Pérez, F.Segalá                 | 12:33.3                         | la prova femenina començà el 1981 | la prova femenina començà el 1981                 | la prova femenina començà el 1981 | [ 2 ] [ 3 ] |
| X                                                   | 1927    | CN Barcelona A                  | S.Parés, R.Brull, F.Segalà, S.Borrás              | 11:32.2                         | la prova femenina començà el 1981 | la prova femenina començà el 1981                 | la prova femenina començà el 1981 | [ 2 ] [ 3 ] |
| XI                                                  | 1928    | CN Barcelona A                  | E.Artal, J.González, S.Parés, F.Segalà            | 11:07.6                         | la prova femenina començà el 1981 | la prova femenina començà el 1981                 | la prova femenina començà el 1981 | [ 2 ] [ 3 ] |
| XII                                                 | 1929    | CN Barcelona                    | R.Schulz, M.Majó, S.Palatchí, J.Gàmper            | 11:30.0                         | la prova femenina començà el 1981 | la prova femenina començà el 1981                 | la prova femenina començà el 1981 | [ 2 ] [ 3 ] |
| XIII                                                | 1930    | CN Barcelona A                  | S.Palatchí, À.Sabata, R.Brull, S.Parés            | 11:30.0                         | la prova femenina començà el 1981 | la prova femenina començà el 1981                 | la prova femenina començà el 1981 | [ 2 ] [ 3 ] |
| XIV                                                 | 1931    | CN Barcelona A                  | J.Gámper, S.Palatchí, S.Parés, R.Brull            | 10:40.2                         | la prova femenina començà el 1981 | la prova femenina començà el 1981                 | la prova femenina començà el 1981 | [ 2 ] [ 3 ] |
| XV                                                  | 1932    | no es disputà entre 1932 i 1936 | no es disputà entre 1932 i 1936                   | no es disputà entre 1932 i 1936 | la prova femenina començà el 1981 | la prova femenina començà el 1981                 | la prova femenina començà el 1981 | [ 2 ] [ 3 ] |
| XVI                                                 | 1933    | no es disputà entre 1932 i 1936 | no es disputà entre 1932 i 1936                   | no es disputà entre 1932 i 1936 | la prova femenina començà el 1981 | la prova femenina començà el 1981                 | la prova femenina començà el 1981 | [ 2 ] [ 3 ] |
| XVII                                                | 1934    | no es disputà entre 1932 i 1936 | no es disputà entre 1932 i 1936                   | no es disputà entre 1932 i 1936 | la prova femenina començà el 1981 | la prova femenina començà el 1981                 | la prova femenina començà el 1981 | [ 2 ] [ 3 ] |
| XVIII                                               | 1935    | no es disputà entre 1932 i 1936 | no es disputà entre 1932 i 1936                   | no es disputà entre 1932 i 1936 | la prova femenina començà el 1981 | la prova femenina començà el 1981                 | la prova femenina començà el 1981 | [ 2 ] [ 3 ] |
| XIX                                                 | 1936    | no es disputà entre 1932 i 1936 | no es disputà entre 1932 i 1936                   | no es disputà entre 1932 i 1936 | la prova femenina començà el 1981 | la prova femenina començà el 1981                 | la prova femenina començà el 1981 | [ 2 ] [ 3 ] |
| no es disputà entre 1937 i 1938 per la Guerra Civil |         |                                 |                                                   |                                 |                                   |                                                   |                                   |             |
| XX                                                  | 1939    | CN Barcelona A                  | Prat, F.Fonollà, Quintana, F.Sabater              | 10:57.0                         | la prova femenina començà el 1981 | la prova femenina començà el 1981                 | la prova femenina començà el 1981 | [ 2 ] [ 3 ] |
| XXI                                                 | 1940    | no es disputà entre 1940 i 1941 | no es disputà entre 1940 i 1941                   | no es disputà entre 1940 i 1941 | la prova femenina començà el 1981 | la prova femenina començà el 1981                 | la prova femenina començà el 1981 | [ 2 ] [ 3 ] |
| XXII                                                | 1941    | no es disputà entre 1940 i 1941 | no es disputà entre 1940 i 1941                   | no es disputà entre 1940 i 1941 | la prova femenina començà el 1981 | la prova femenina començà el 1981                 | la prova femenina començà el 1981 | [ 2 ] [ 3 ] |
| XXIII                                               | 1942    | CN Barcelona                    | Oller, J.M.Ponsatí, Prats, J.Castelltort          | 10:45.4                         | la prova femenina començà el 1981 | la prova femenina començà el 1981                 | la prova femenina començà el 1981 | [ 2 ] [ 3 ] |
| XXIV                                                | 1943    | no es disputà el 1943           | no es disputà el 1943                             | no es disputà el 1943           | la prova femenina començà el 1981 | la prova femenina començà el 1981                 | la prova femenina començà el 1981 | [ 2 ] [ 3 ] |
| XXV                                                 | 1944    | CN Barcelona A                  | J.Castelltort, Bernal, J.M.Ponsatí, F.Castillo    | 10:52.5                         | la prova femenina començà el 1981 | la prova femenina començà el 1981                 | la prova femenina començà el 1981 | [ 2 ] [ 3 ] |
| XXVI                                                | 1945    | CN Barcelona A                  | Bernal, J.Castelltort, F.Castillo, S.Pera         | 10:50.3                         | la prova femenina començà el 1981 | la prova femenina començà el 1981                 | la prova femenina començà el 1981 | [ 2 ] [ 3 ] |
| XXVII                                               | 1946    | CN Catalunya                    | Guasch, Pons, Piqueras, P.Casòliba                | 10:38.0                         | la prova femenina començà el 1981 | la prova femenina començà el 1981                 | la prova femenina començà el 1981 | [ 2 ] [ 3 ] |
| XXVIII                                              | 1947    | CN Barcelona                    | R.Queralt, Bernal, J.M.Ponsatí, J.Herrera         | 10:28.5                         | la prova femenina començà el 1981 | la prova femenina començà el 1981                 | la prova femenina començà el 1981 | [ 2 ] [ 3 ] |
| XXIX                                                | 1948    | CN Barcelona                    | R.Queralt, Bernal, C.Adern, F.Castillo            | 10:36.1                         | la prova femenina començà el 1981 | la prova femenina començà el 1981                 | la prova femenina començà el 1981 | [ 2 ] [ 3 ] |
| XXX                                                 | 1949    | CN Barcelona                    | F.Calamita, J.Boronat, F.Castillo, R.Queralt      | 10:12.2                         | la prova femenina començà el 1981 | la prova femenina començà el 1981                 | la prova femenina començà el 1981 | [ 2 ] [ 3 ] |
| XXXI                                                | 1950    | CN Barcelona                    | R.Queralt, R.Ollé, R.Conde, Blasco                | 10:09.9                         | la prova femenina començà el 1981 | la prova femenina començà el 1981                 | la prova femenina començà el 1981 | [ 2 ] [ 3 ] |
| XXXII                                               | 1951    | CN Barcelona                    | J.L.Abellán, A.Subirana, M.Trigo, R.Conde         | 10:00.6                         | la prova femenina començà el 1981 | la prova femenina començà el 1981                 | la prova femenina començà el 1981 | [ 2 ] [ 3 ] |
| XXXIII                                              | 1952    | CN Barcelona                    | J.L.Abellán, J.Bazán, R.Conde, Durán              | 9:55.7                          | la prova femenina començà el 1981 | la prova femenina començà el 1981                 | la prova femenina començà el 1981 | [ 2 ] [ 3 ] |
| XXXIV                                               | 1953    | CN Barcelona                    | A.Munté, Jordana, J.Boronat, R.Queralt            | 10:17.2                         | la prova femenina començà el 1981 | la prova femenina començà el 1981                 | la prova femenina començà el 1981 | [ 2 ] [ 3 ] |
| XXXV                                                | 1954    | CN Barcelona                    | F.Gòdia, Jordana, A.Munté, R.Queralt              | 10:04.5                         | la prova femenina començà el 1981 | la prova femenina començà el 1981                 | la prova femenina començà el 1981 | [ 2 ] [ 3 ] |
| XXXVI                                               | 1955    | CN Barcelona                    | Seseras, J.Satorre, J.Altafaja, Miró              | 10:08.4                         | la prova femenina començà el 1981 | la prova femenina començà el 1981                 | la prova femenina començà el 1981 | [ 2 ] [ 3 ] |
| XXXVII                                              | 1956    | CN Barcelona                    | Miró, J.Satorre, A.Munté, R.Queralt               | 9:44.8                          | la prova femenina començà el 1981 | la prova femenina començà el 1981                 | la prova femenina començà el 1981 | [ 2 ] [ 3 ] |
| XXXVIII                                             | 1957    | CN Barcelona                    | R.Queralt, J.Alberti, A.Munté, J.Satorre          | 9:55.2                          | la prova femenina començà el 1981 | la prova femenina començà el 1981                 | la prova femenina començà el 1981 | [ 2 ] [ 3 ] |
| XXXIX                                               | 1958    | CN Barcelona                    | L.Rodés, R.Queralt, J.Satorre, A.Munté            | 9:38.7                          | la prova femenina començà el 1981 | la prova femenina començà el 1981                 | la prova femenina començà el 1981 | [ 2 ] [ 3 ] |
| XL                                                  | 1959    | CN Barcelona                    | J.Satorre, L.Rodés, J.Estrada, A.Munté            | 9:52.3                          | la prova femenina començà el 1981 | la prova femenina començà el 1981                 | la prova femenina començà el 1981 | [ 2 ] [ 3 ] |
| XLI                                                 | 1960    | no es disputà el 1960           | no es disputà el 1960                             | no es disputà el 1960           | la prova femenina començà el 1981 | la prova femenina començà el 1981                 | la prova femenina començà el 1981 | [ 2 ] [ 3 ] |
| XLII                                                | 1961    | CN Barcelona                    | R.Queralt, Hernández, J.Ribera, L.Rodés           | 9:32.2                          | la prova femenina començà el 1981 | la prova femenina començà el 1981                 | la prova femenina començà el 1981 | [ 2 ] [ 3 ] |
| XLIII                                               | 1962    | CN Sabadell                     | J.A.Abadias, J.Casarramona, C.Seguí, M.Torres     | 9:24.5                          | la prova femenina començà el 1981 | la prova femenina començà el 1981                 | la prova femenina començà el 1981 | [ 2 ] [ 3 ] |
| XLIV                                                | 1963    | CN Sabadell                     | J.Roig, J.Casarramona, M.Torres, C.Seguí          | 8:56.9                          | la prova femenina començà el 1981 | la prova femenina començà el 1981                 | la prova femenina començà el 1981 | [ 2 ] [ 3 ] |
| XLV                                                 | 1964    | CN Sabadell                     | J.Roig, S.Moliné, M.Torres, J.Jou                 | 9:05.1                          | la prova femenina començà el 1981 | la prova femenina començà el 1981                 | la prova femenina començà el 1981 | [ 2 ] [ 3 ] |
| XLVI                                                | 1965    | CN Sabadell                     | J.Jou , M.Torres, A.Magnet, J.Roig                | 8:54.9                          | la prova femenina començà el 1981 | la prova femenina començà el 1981                 | la prova femenina començà el 1981 | [ 2 ] [ 3 ] |
| XLVII                                               | 1966    | CN Sabadell                     | J.Jou, M.Pessarrodona, J.Roig, M.Torres           | 8:52.5                          | la prova femenina començà el 1981 | la prova femenina començà el 1981                 | la prova femenina començà el 1981 | [ 2 ] [ 3 ] |
| XLVIII                                              | 1967    | CN Sabadell                     | M.Pessarrodona, J.Comas, M.Torres, S.Esteva       | 8:44.6                          | la prova femenina començà el 1981 | la prova femenina començà el 1981                 | la prova femenina començà el 1981 | [ 2 ] [ 3 ] |
| XLIX                                                | 1968    | CN Sabadell                     | M.Pessarrodona, J.Comas, S.Esteva, M.Torres       | 8:29.1                          | la prova femenina començà el 1981 | la prova femenina començà el 1981                 | la prova femenina començà el 1981 | [ 2 ] [ 3 ] |
| L                                                   | 1969    | CN Sabadell                     | M.Pessarrodona, J.Comas, M.Torres, S.Esteva       | 8:26.9                          | la prova femenina començà el 1981 | la prova femenina començà el 1981                 | la prova femenina començà el 1981 | [ 2 ] [ 3 ] |
| LI                                                  | 1970    | CN Barcelona                    | A.Corell, Rigau, G.Masfurroll, Soler              | 8:39.5                          | la prova femenina començà el 1981 | la prova femenina començà el 1981                 | la prova femenina començà el 1981 | [ 2 ] [ 3 ] |
| LII                                                 | 1971    | CN Sabadell                     | F.Cutchet, M.Pessarrodona, J.Comas, S.Esteva      | 8:35.3                          | la prova femenina començà el 1981 | la prova femenina començà el 1981                 | la prova femenina començà el 1981 | [ 2 ] [ 3 ] |
| LIII                                                | 1972    | CN Barcelona                    | A.Corell, A.Esteller, G.Masfurroll, J.Rigau       | 8:26.9                          | la prova femenina començà el 1981 | la prova femenina començà el 1981                 | la prova femenina començà el 1981 | [ 2 ] [ 3 ] |
| LIV                                                 | 1973    | CN Sabadell                     | A.Pegado, A.Culebras, J.Molet, J.Comas            | 8:29.3                          | la prova femenina començà el 1981 | la prova femenina començà el 1981                 | la prova femenina començà el 1981 | [ 2 ] [ 3 ] |
| LV                                                  | 1974    | CN Sabadell                     | A.Culebras, J.Molet, F.Cutchet, S.Esteva          | 8:22.8                          | la prova femenina començà el 1981 | la prova femenina començà el 1981                 | la prova femenina començà el 1981 | [ 2 ] [ 3 ] |
| LVI                                                 | 1975    | CN Sabadell                     | J.C.Núñez, F.Cutchet, J.Montserrat, J.Molet       | 8:39.7                          | la prova femenina començà el 1981 | la prova femenina començà el 1981                 | la prova femenina començà el 1981 | [ 2 ] [ 3 ] |
| LVII                                                | 1976    | CN Sabadell                     | A.Joven, R.Abella, G.Oliveras, J.C.Núñez          | 8:29.1                          | la prova femenina començà el 1981 | la prova femenina començà el 1981                 | la prova femenina començà el 1981 | [ 2 ] [ 3 ] |
| LVIII                                               | 1977    | CN Barcelona                    | R.Pérez, P.Estrany, M.Rigau, M.Lloret             | 8:18.3                          | la prova femenina començà el 1981 | la prova femenina començà el 1981                 | la prova femenina començà el 1981 | [ 2 ] [ 3 ] |
| LIX                                                 | 1978    | CN Sabadell                     | J.Elias, F.Buerbaum, J.Comas, J.C.Núñez           | 8:18.2                          | la prova femenina començà el 1981 | la prova femenina començà el 1981                 | la prova femenina començà el 1981 | [ 2 ] [ 3 ] |
| LX                                                  | 1979    | CN Barcelona                    | E.Rovira, P.Estrany, R.Pérez, M.Rigau             | 8:19.2                          | la prova femenina començà el 1981 | la prova femenina començà el 1981                 | la prova femenina començà el 1981 | [ 2 ] [ 3 ] |
| LXI                                                 | 1980    | CN Barcelona                    | X.Torrallardona, J.C.Arce, M.Rigau, E.Rovira      | 8:18.5                          | la prova femenina començà el 1981 | la prova femenina començà el 1981                 | la prova femenina començà el 1981 | [ 2 ] [ 3 ] |
| LXII                                                | 1981    | CN Sabadell                     | P.Losada, X.Torrallardona, J.Munill, J.C.Arce     | 8:09.65                         | CN Montjuïc                       | L.Morales, R.Lorenzo, I.Bernia, L.Flaqué          | 9:04.72                           | [ 2 ] [ 3 ] |
| LXIII                                               | 1982    | CN Montjuïc                     | X.Miralpeix, J.Balcells, J.Herrero, R.Campillo    | 8:01.3                          | CN Montjuïc                       | C.Gilberte, M.L.Morales, L.Flaqué, S.Silvestre    | 9:05.3                            | [ 2 ] [ 3 ] |
| LXIV                                                | 1983    | CN Montjuïc                     | R.Campillo, D.Jordana, J.Gispert, J.Balcells      | 8:09.7                          | CN Sant Andreu                    | C.Vallespí, S.Pagès, I.Julià, N.Oliva             | 9:08.5                            | [ 2 ] [ 3 ] |
| LXV                                                 | 1984    | CN Sabadell                     | P.Olalla, A.Jonama, J.Munill, X.Torrallardona     | 8:08.57                         | CN Sant Andreu                    | N.Oliva, C.Vallespí, N.Serván, M.Pérez            | 9:02.50                           | [ 2 ] [ 3 ] |
| LXVI                                                | 1985    | CN Montjuïc                     | H.Garmendia, D.Serra, J.E.Escalas, X.Miralpeix    | 8:06.37                         | CN Sant Andreu                    | M.Pérez, C.Vallespí, S.Pagès, N.Servan            | 9:06.19                           | [ 2 ] [ 3 ] |
| LXVII                                               | 1986    | CN Montjuïc                     | J.Martí, D.Jordana, F.Planas, R.Valdivia          | 8:01.02                         | CN Catalunya                      | M.Safont, M.T.García, G.Ximénez, I.Tarragó        | 8:58.68                           | [ 2 ] [ 3 ] |
| LXVIII                                              | 1986-87 | CN Montjuïc                     | A.Jonama, H.Garmendia, J.E.Escalas, D.Serra       | 8:01.04                         | CN Manresa                        | E.Basullas, G.Trias, M.Gomáriz, A.Garcia          | 8:58.64                           | [ 2 ] [ 3 ] |
| LXIX                                                | 1987-88 | CN Montjuïc                     | R.Valdivia, D.Serra, S.López, A.Jonama            | 7:45.28                         | CN Montjuïc                       | M.C.Valiente, M.Vela, Y.Salvador, I.Tarragó       | 8:52.44                           | [ 2 ] [ 3 ] |
| LXX                                                 | 1988-89 | CN Montjuïc                     | A.Jonama, O.Barrufet, D.Serra, S.López            | 7:57.93                         | CN Sabadell                       | L.Becerra, O.García, L.Alcázar, E.Martínez        | 8:46.19                           | [ 2 ] [ 3 ] |
| LXXI                                                | 1989-90 | CN Reus Ploms                   | À.Casanovas, J.Baeza, I.Díez, A.Coll              | 7:59.62                         | CN Sabadell                       | A.M.Viñals, E.Pérez, L.Becerra, C.Gil             | 8:52.40                           | [ 2 ] [ 3 ] |
| LXXII                                               | 1990-91 | CN Sabadell                     | D.Meca, D.Contreras, M.Roig, M.Jiménez            | 7:54.42                         | CN Sabadell                       | E.Pérez, C.García, E.Martínez, A.M.Viñals         | 8:45.27                           | [ 2 ] [ 3 ] |
| LXXIII                                              | 1991-92 | CN Catalunya                    | E.Fontcuberta, J.García, Ò.Safont, D.Serra        | 7:55.12                         | CN Sabadell                       | M.Colomina, C.García, B.Hidalgo, E.Martínez       | 8:51.81                           | [ 2 ] [ 3 ] |
| LXXIV                                               | 1992-93 | CN Catalunya                    | Ò.Safont, M.Tolosa, S.Álvarez, D.Serra            | 7:50.64                         | CN Catalunya                      | V.Floro, S.Vicaria, I.Tarragó, S.Astola           | 8:45.08                           | [ 2 ] [ 3 ] |
| LXXV                                                | 1993-94 | CN Catalunya                    | J.Crespo, M.Tolosa, Ò.Safont, D.Serra             | 7:47.23                         | CN Catalunya                      | V.Floro, I.María, S.Delgado, I.Tarragó            | 8:48.70                           | [ 2 ] [ 3 ] |
| LXXVI                                               | 1994-95 | CN Catalunya                    | Ò.Safont, E.Alda, A.Coll, S.Roure                 | 7:53.78                         | CN Catalunya                      | S.Parera, S.Garabatos, E.Montes, I.María          | 8:38.12                           | [ 2 ] [ 3 ] |
| LXXVII                                              | 1995-96 | CN Sabadell                     | I.Díez, D.Contreras, D.Meca, C.Ventosa            | 7:50.21                         | CN Sabadell                       | S.Ortega, R.Pont, E.Martínez, S.Soronellas        | 8:46.55                           | [ 2 ] [ 3 ] |
| LXXVIII                                             | 1996-97 | CN Catalunya                    | S.Garcia, J.Jou, S.Roure, Ò.Safont                | 7:52.01                         | CN Catalunya                      | L.C.Simón, V.Seva, E.Corbella, S.Garabatos        | 8:41.67                           | [ 2 ] [ 3 ] |
| LXXIX                                               | 1997-98 | CN Catalunya                    | J.Jou, S.Roure, S.Garcia, A.Ventosa               | 7:53.15                         | CN Catalunya                      | S.Garabatos, V.Seva, I.María, C.Isaac             | 8:41.00                           | [ 2 ] [ 3 ] |
| LXXX                                                | 1998-99 | CN Sabadell                     | A.Cassà, D.Royo, A.Medrano, J.M.Rojano            | 7.44.65                         | CN Catalunya                      | V.Seva, S.Justes, E.Corbella, S.Guerra            | 8:43.71                           | [ 2 ] [ 3 ] |
| LXXXI                                               | 1999-00 | CE Mediterrani                  | R.Pérez, J.Serra, A.Martínez, E.Martínez          | 7:50.55                         | CN Sabadell                       | X.López, L.Elizalde, M.Gómez, E.Homet             | 8:36.97                           | [ 2 ] [ 3 ] |
| LXXXII                                              | 2000-01 | CN Sabadell                     | D.Masip, A.Medrano, J.Ulibarri, O.Wildeboer       | 7:51.78                         | CN Sabadell                       | L.Elizalde, M.Gómez, E.Homet, X.López             | 8:32.88                           | [ 2 ] [ 3 ] |
| LXXXIII                                             | 2001-02 | no es disputà el 2002           | no es disputà el 2002                             | no es disputà el 2002           | no es disputà el 2002             | no es disputà el 2002                             | no es disputà el 2002             | [ 2 ] [ 3 ] |
| LXXXIV                                              | 2002-03 | CN Sabadell                     | A.Medrano, J.J.Ulacia, J.Sánchez, O.Wildeboer     | 7.51.93                         | CN Sabadell                       | N.Garcia, L.Elizalde, E.Pérez, E.Homet            | 8:40.31                           | [ 2 ] [ 3 ] |
| LXXXV                                               | 2003-04 | CN Sabadell                     | J.Sánchez, A.Medrano, J.Núñez, O.Wildeboer        | 7.43.68                         | CN Sabadell                       | L.Elizalde, E.Núñez, E.Homet, M.Caballero         | 8:26.72                           | [ 2 ] [ 3 ] |
| LXXXVI                                              | 2004-05 | CN Sant Andreu                  | J.Pau, V.Mancha, T.Edo, C.Ballesteros             | 7.47.37                         | CN Sabadell                       | E.Homet, L.Elizalde, I.Navarro, X.López           | 8:39.43                           | [ 2 ] [ 3 ] |
| LXXXVII                                             | 2005-06 | CN Sabadell                     | D.Masip, J.Núñez, J.J.Ulacia, A.Medrano           | 7.42.30                         | CN Hospitalet                     | M.Belmonte, A.de la Rocha, E.Villaécija, M.García | 8:25.12                           | [ 2 ] [ 3 ] |
| LXXXVIII                                            | 2006-07 | CN Sabadell                     | A.Sánchez, E.Saumell, S.Garcia, A.Medrano         | 7.48.63                         | CN Terrassa                       | L.Roca, E.Arpal, A.López, L.Florencia             | 8:28.39                           | [ 2 ] [ 3 ] |
| LXXXIX                                              | 2007-08 | CN Sabadell                     | A.Medrano, O.Wildeboer, S.Garcia, E.Saumell       | 7.40.95                         | CN Sabadell                       | C.Dasca, J.Ignacio, N.Gonzalez, A.Ramos           | 8:33.64                           | [ 2 ] [ 3 ] |
| XC                                                  | 2008-09 | CN Sant Andreu                  | A.Cabello, À.Villaecija, V.W.Douglas, J.Núñez     | 7.30.55                         | CN Sant Andreu                    | A.Conca, M.Nogueroles, S.Pérez, E.Villaécija      | 8:24.26                           | [ 2 ] [ 3 ] |
| XCI                                                 | 2009-10 | CN Sabadell                     | E.Saumell, À.Sánchez, Y.Castet, R.Varela          | 7.46.26                         | CN Sabadell                       | M.Belmonte, L.Tena, J.Ignacio, C.Dasca            | 8:25.85                           | [ 2 ] [ 3 ] |
| XCII                                                | 2010-11 | CN Terrassa                     | C.Faro, V.Muñoz, A.Puig, A.Muñoz                  | 7:43.96                         | CN Terrassa                       | E.Arpal, N.Ciuró, G.Cristóbal, C.Campo            | 8:37.73                           | [ 2 ] [ 3 ] |
| XCIII                                               | 2011-12 | CN Sabadell                     | E.Saumell, A.Sánchez, C.Leñador, M.Sánchez        | 7:36.91                         | CN Sabadell                       | L.Morant, J.Ignacio, C.Dasca, M.Belmonte          | 8:11.60                           | [ 2 ] [ 3 ] |
| XCIV                                                | 2012-13 | CN Sabadell                     | E.Saumell, A.Sánchez, M.Durán, M.Sánchez          | 7:44.38                         | CE Mediterrani                    | N.Reguart, L.Muñoz, A.Bertrán, M.García           | 8:27.53                           | [ 2 ] [ 3 ] |
| XCV                                                 | 2013-14 | CN Sabadell                     | M.Durán, M.Vivas, P.Curtu, J.Casanovas            | 7:41.18                         | CN Sabadell                       | J.Ignacio, L.Grangeon, J.Cabeza, L.Rodríguez      | 8:26.00                           | [ 2 ] [ 3 ] |
| XCVI                                                | 2014-15 | CN Sabadell                     | K.Cerniak, M.Durán, A.Martínez, M.Vivas           | 7:38.71                         | CN Terrassa                       | I.García, C.Herrero, E.Arpal, P.López             | 8:27.04                           | [ 2 ] [ 3 ] |
| XCVII                                               | 2015-16 | CN Terrassa                     | E.Rey, J.F.Segura, A.Puig, C.Faro                 | 7:35.61                         | CN Sant Andreu                    | J.Navarro, M.González, N.Martínez, A.Zamorano     | 8:23.32                           | [ 2 ] [ 3 ] |
| XCVIII                                              | 2016-17 | CN Sant Andreu                  | M.Calzada, A.Mathlouthi, A.Guerrero, A.Rovira     | 7:35.96                         | CN Sant Andreu                    | A.Alonso, L.Muñoz, M.González, A.Zamorano         | 8:24.29                           | [ 2 ] [ 3 ] |
| XCIX                                                | 2017-18 | CN Sant Andreu                  | A.Ramos, M.Calzada, A.Rovira, M.Ponce             | 7:39.32                         | CN Sant Andreu                    | A.Zamorano, M.Martí, J.Navarro, L.Muñoz           | 8:16.94                           | [ 2 ] [ 3 ] |
| C                                                   | 2018-19 | CN Sabadell                     | M.Sánchez, M.Vivas, J.Casanovas, S.de Celis       | 7:32.50                         | CN Sant Andreu                    | J.Pujadas, M.Gonzalez, A.Zamorano, L.Muñoz        | 8:21.81                           | [ 2 ] [ 3 ] |
| CI                                                  | 2019-20 | CN Terrassa                     | I.Cubillas, F.Siré, M.Rodríguez, M.Duran          | 7:35.66                         | CN Sant Andreu                    | J.Pujadas, E.Amado, M.Gonzalez, A.Zamorano        | 8:23.50                           | [ 2 ] [ 3 ] |
| CII                                                 | 2020-21 | CN Terrassa                     | M.Molla, F.Siré, M.Gil, M.Duran                   | 7:29.81                         | CN Sabadell                       | N.Ibáñez, M.Garcia, C.Seco, A.Olivan              | 8:14.66                           | [ 2 ] [ 3 ] |
| CIII                                                | 2021-22 | CN Sant Andreu                  | L.Escrits, A.Hernández, U.Arruabarrena, A.Escrits | 7:39.86                         | CN Sant Andreu                    | A.Zamorano, C.Espinosa, J.Pujadas, L.Muñoz        | 8:23.14                           | [ 2 ] [ 3 ] |
| CIV                                                 | 2022-23 | CN Terrassa                     | M.Durán, F.Siré, G.Ramia, A.Roy                   | 7:38.82                         | CN Sant Andreu                    | A.Zamorano, C.Guerrero, J.Pujadas, A.Campabadal   | 8:23.04                           | [ 2 ] [ 3 ] |